# Cyaniris acis
Cyaniris acis är en fjärilsart som beskrevs av Ignaz Schiffermüller 1776. Cyaniris acis ingår i släktet Cyaniris och familjen juvelvingar. Inga underarter finns listade i Catalogue of Life.